# Andrea Paltassich
Andrea Paltassich, italianizzato come Andrea de Paltascichi (Cattaro, XV secolo – ...), è stato un tipografo dalmata; fu il primo ad esercitare l'arte della stampa. Stampò in caratteri latini.
Aprì una tipografia a Venezia, che fu attiva dal 1477 al 1492; di lui si ricordano alcune edizioni in associazione con Bonino de Boninis.